# Сенгупта, Ритупарна
Ритупа́рна Сенгу́пта (хинди हिन्दी; 7 ноября 1971, Калькутта, Западная Бенгалия, Индия) — индийская актриса, кинопродюсер и певица.

## Карьера
Ритупарна снимается в кино с 1991 года и считается ведущей актрисой бенгальского кинематографа, хотя она также снимается в хинди-фильмах.
Также является кинопродюсером и певицей.

## Личная жизнь
С 13 декабря 1999 года Ритупарна замужем за Санджейем Чакрабарти. У супругов есть двое детей — сын Анкан Чакрабарти (род. в 2000-х) и дочь Ришона Нийя Чакрабарти (род. 12 мая 2011).